# Линия Акабанэ
Линия Акабанэ (яп. 赤羽線 акабанэ сэн) — железнодорожная линия японского железнодорожного оператора East Japan Railway Company расположенная в Токио. Линия соединяет станцию Икэбукуро в специальном районе Тосима со станцией Акабанэ расположенной в специальном районе Кита. С 1985 года линия является участком линии Сайкё, но официальное название этого участка до сих пор остаётся прежним, хотя и не используется в обиходе.

## История
Линия была открыта в 1985 году как участок на линии Синагава компании Nippon Railway. Электрификация линии была закончена в 1909 году. Название «линия Акабанэ» широко использовалось с 1972 по 1985 год. Грузовые перевозки на линии были прекращены в 1999 году. В 1985 году линия Акабанэ была включена в новую линию Сайкё.

## Станции
- Все станции расположены в Токио.
- Все составы линии Сайкё, включая скорые, останавливаются на всех четырёх станциях линии Акабанэ.

| Станция   | Японское название | Расстояние (км) | Расположение |
| --------- | ----------------- | --------------- | ------------ |
| Икэбукуро | 池袋              | 0.0             | Тосима       |
| Итабаси   | 板橋              | 1.8             | Итабаси      |
| Дзюдзё    | 十条              | 3.5             | Кита         |
| Акабанэ   | 赤羽              | 5.5             | Кита         |

## Подвижной состав
На линии используются составы Е233 а также серии TWR 70-000 из 10-ти вагонов.